# Kurtiden
Kurtiden (Kurtoidei) vormen een onderorde van de Baarsachtigen (Perciformes).

## Taxonomie
De onderorde wordt als volgt onderverdeeld:
- Familie Kurtidae (Kambaarzen)